# Луций Афиний Галл
Лу́ций Афи́ний Галл (лат. Lucius Afinius Gallus; умер после 62 года) — римский государственный и политический деятель, ординарный консул 62 года.

## Биография
В 62 году, в эпоху правления императора Нерона, Луций Афиний занимал должность ординарного консула; его коллегой по консулату был Публий Марий. 
Возможно, Луций носил номен «Азиний», а не «Афиний», однако, это маловероятно, так как из эпиграфических источников известен сенатор Луций Афиний, сын Луция, из Лемониевой трибы, занимавший, по одной из версий, претуру около 129 года до н. э.